# Vitstjärtad inka
Vitstjärtad inka (Coeligena phalerata) är en fågel i familjen kolibrier.

## Utbredning och systematik
Fågelns utbredningsområde är i Santa Marta-bergen i nordöstra Colombia. Den behandlas som monotypisk, det vill säga att den inte delas in i några underarter.

## Status
IUCN kategoriserar arten som nära hotad.